# Harmadnaposok
A Harmadnaposok (angolul: A Few Best Men) egy esküvői témájú ausztrál filmvígjáték. Magyar címe a hasonló témájú Másnaposokra való utalás, azonban a két filmnek nincs köze egymáshoz. Alaptémája szerint a vőlegény három jóindulatú, de kissé balfácán barátja és pár félreértés rémálommá változtatja az esküvőt.
Világbemutatóját 2011. október 24-én tartották az Amerikai Egyesült Államokban (Mill Valley Film Festival), közönségbemutatója 2012 folyamán volt a világ számos országában. A magyarországi mozikban 2012. július 19-étől vetítették, szinkronizált változatban.
A helyenként szabad nyelvezetű, verbális szexuális célzásokat tartalmazó, kábítószerek használatát láttató vígjátékot a legtöbb országban, köztük nálunk is korhatárosként vetítik a mozikban. A film első előzetesét szabadossága és nyelvezete miatt betiltották, egy visszafogottabb változat került bemutatásra.
A filmben számos, az ötvenes évek vége és a nyolcvanas évek eleje közötti, de főként az 1970-es évek glam rock korszakában népszerű dal hangzik fel. A dalok egy része a filmzenei albumon is hallható, Olivia Newton-John új, dance és elektropop stílusú előadásában.
A filmet Londonban, Sydneyben és az ausztráliai Blue Mountains területén, Wentworth Fallsban forgatták.
A film és a filmzenei album promóciójára Olivia Newton-John A Summer Night with Olivia Newton-John címmel 2012 elején 15 előadásból álló koncertkörutat tartott Ausztráliában és Ázsiában, majd 2012 őszén további 23 koncertet tart az USA-ban.
2013 augusztusában jelent meg a magyarországi BluRay és DVD kiadás, eredeti hanggal és magyar szinkronnal.
2017 őszén mutatták be a film második részét (A Few Less Men, Harmadnaposok 2.). A cselekmény az első rész szerves folytatása, néhány perccel azután kezdődik, amikor az első rész véget ér.

## Cselekmény
|  | Alább a cselekmény részletei következnek! |

-És mivel töltik a barátok az esküvő előtti utolsó éjszakát?
-Lealjasodunk!
David, a londoni fiú tuvalui nyaralása során szerelmes lesz az ausztrál Miába. Alig néhány nap ismeretség után elhatározzák, hogy összeházasodnak, majd David hazautazik a napfényből az esős Londonba barátaihoz. Ők négyen gyermekkoruk óta elválaszthatatlan jó barátok. Az árvaként felnőtt David számára a dörzsölt és minden buliban benne lévő Tom, a kissé gyerekes, tapasztalatlan, férfiasságát éppen bajusza sikertelen megnövesztésével bizonyítani akaró Graham és a legmélyebb szerelmi bánatba és depresszióba esett, öngyilkosságon spekuláló Luke (barátnője egy szexuális életre képtelen férfiért hagyta el) jelenti a családot. David és három barátja hamarosan ismét repülőre szállnak, irány Ausztrália, az esküvő. Graham kissé furcsa módon készül a lagzira, a szmoking mellé viccből egy szadomazo maszkot is tesz táskájába.
Mia és családja néptelen helyen, a hegyek között lakik, egy gyönyörű házban. A repülőtérről David a család kocsijával megy, Tom azonban ragaszkodik hozzá, hogy ők külön bérautóval utazzanak hárman. Még a többiek sem tudják, hogy útközben fel akar keresni egy igen gyanús narkódílert egy helyi készítésű szerért, a sárkányfűért. Mikor megérkeznek az egészen különös, szinte lázálomszerű, karókra tűzött játékbabafejekkel dekorált helyre, Graham nem szívesen megy be a lepusztult lakókocsiba, de végül követi Tomot. Luke „hagyjatok meghalni” jelszóval a kocsiban marad. A helynél csak Ray, az egyik pillanatban haverkodóan barátságos, a másikban szinte életveszélyesen fenyegető, kissé félbolond díler, valamint teljesen elborult barátja, a gügyén vigyorgó, ronda fogú Kal gyanúsabb. Ray csak akkor hajlandó anyagot adni, ha előtte ott a helyben kipróbálják a koszos üvegben lévő gyanús, füstölgő löttyöt, valamint elmondja, akik megpróbálják átverni, azoknak vasalóval szokta szétverni a fejét. Szívesen lelépnének, de már nincs visszaút.
Míg Tom kimegy közvetlenül a konyharezsó mellett üzemelő vécébe, Ray Grahammal egyoldalúan beszélgetni kezd, elmeséli pánikbetegségének és szomorú gyermekkorának történetét, bizalmaskodni kezd vele, majd váratlanul, szinte szerelmi vallomást tesz az alig pár perce megismert, rémült Grahamnak. Mikor Tom visszajön, Graham már menekülne, felkapja táskáját, kicibálja Tomot a kocsiba, majd gyors tempóban elinalnak az esküvő helyszínére, Mia szüleinek a házába. Két nagy baklövést azonban elkövetnek. Graham a szmokingját és az esküvői meghívót tartalmazó saját táskája helyett véletlenül Ray kacatokkal, késsel átszúrt játékbabafejjel, plüssmackóval (a babákban és a mackókban csempészték a kokaint), pisztollyal, készpénzzel, fejszétverés célját szolgáló véres vasalóval, valamint tekintélyes mennyiségű, óvszerbe csomagolt kokainnal teli táskáját kapja fel és viszi magával. A cserét Ray sem veszi észre. Tom az utolsó pillanatban zavarában még egy névjegyet is hagy Raynél, rajta névvel, címmel.
Az esküvő előtti napon David megismerkedik leendő családjával. Kiderül, leendő apósa, Jim Ramme, magas körökben mozgó, erősen karrierista szenátor. Titkos terve, hogy az esküvő alkalmából lemond szenátori székéről Mia javára. Az esküvőre meghívott magas rangú vendégeket is az ehhez való támogatás megszerzésére akarja felhasználni. Miát azonban nem érdekli a politika. Barbara, a leendő anyós egy decens, csöndes, érzékeny lelkű hölgy, életét férje karrierizmusának rendelte alá. Noha szereti férjét, lassan kezd betelni a pohár. Daphne, Mia huga egy erősen túlsúlyos, önmagát apja dühítésére leszbikusnak mondó, apja karrierizmusával szemben álló lány. A család (bár inkább Jim) szeme fénye Kisokos (Ramsy), a gigantikus méretű, díjnyertes kos, aki a ház hátsó részén lakik. Jim karrierjét is Kisokosnak köszönheti, a vele való közös plakát által nyert a választáson, melyen Jim mögött Kisokos áll. Politikai jelmondata is innen ered: The ram behind the man (Lefordíthatatlan szójáték, eredeti értelemben a kos az ember mögött, átvitt értelemben Jim Ramme a választópolgárok mögött, a kost jelentő ram és a Ramme család nevének hasonlósága alapján). David három barátja meglehetősen idétlenül viselkedik, de az első napon még nagyobb baj nem történik.
A szinte megoldhatatlan problémák sorozata a hektikus legénybúcsú után kezdődik. Reggel Tom meztelenül fekszik az ágyán, Graham nem tudja, hogyan került a fejére a lelakatolt szado-mazo maszk, de a legfőbb gond, hogyan és miért került a kirúzsozott, bugyiba és melltartóba öltöztetett, karácsonyfa módjára feldíszített Kisokos a szobájukba. Az is furcsa, hogy reggel a szobába benyitó Barbara meg sem lepődik a látottakon. Hamarosan észreveszik a táskacserét is, eszükbe jut a Raynél hagyott névjegy, a vasalóval való fejszétverés.
Mobilon elnézést kérő hangüzenetet hagynak Raynek, azzal, hogy másnap hiánytalanul visszaviszik a táskát. A szakadozó üzenetből azonban szavak maradnak ki, így bocsánat kérő helyett gúnyos értelmű üzenet lesz az eredmény. Ray is csak ekkor veszi észre a táskacserét. Az üzeneten és a kokain eltűnésén annyira felháborodik, hogy egyik nemtetsző ügyfelének éppen folyamatban lévő fejszétverését is abbahagyja, melyet az eltűnt vasaló helyett jobb híján kenyérpirítóval végez. Miután az elcserélt táskában megtalálja az esküvői meghívót a címmel, egy lefűrészelt csövű puskát esküvői ajándék módjára becsomagol, majd egy szakadt kocsival, a Graham táskájában talált szmokingban elindul a lagziba bosszút állni, meghívott vendégnek álcázva magát.
A fiúk a kokainnal teli táskát elrejtik a hátsó helységben, elfelejtik, hogy az időközben a kiszínezés miatt kádban megfürdetett Kisokos is ott van száradni, aki felfalja a kokainnal töltött óvszereket. Nincs más hátra, Kisokost teletömik hashajtóval, majd a gyorsabb eredmény végett Graham hátulról benyúlva szedi ki a csomagokat. Az inge, a fal, a szoba, minden úszni kezd a birkahasmenésben. Persze ismét lebuknak, „ez ám nem az, aminek látszik” a magyarázatuk. Luke szerelmi bánata miatt Ray pisztolyával főbe akarja lőni magát, elvéti, de Kisokos a lövés hangjára rosszul lesz, majd elájul. Szájtól szájba légzéssel mentik meg az életét, ám harmadszor is lebuknak. Miután Mia rájuk nyit, immár bolondnak, vagy perverznek kezdi vélni David a birka hátsójában vájkáló, majd látszólag a száját csókolgató barátait.
A szabadtéri esküvői szertartás viszonylag békésen telne, ám a barátok a bánatában London óta folyamatosan vedelő és csontrészeg Luke-ot beteszik egy kocsiba, ahol elalszik és forgolódása közben véletlenül kioldja a féket. A kocsi megindul, közben ellök egy hatalmas esküvői virággömböt, ami a násznép közé gurul, többeket fellökve, pont a boldogító igen kimondásakor.
A délutáni lakodalomra puskával, szakadt kocsival, borostásan, talpig mocskosan, zokni nélkül, de Graham neki bokáig érő szmokingjában megérkezik Ray, a narkódíler a kokainjáért. Eleinte fejszétveréssel fenyegetőzik, majd mikor visszakapja, nem érti, miért barnák és ragacsosak a Kisokos emésztőszerveit megjárt, kokainnal teli óvszerek. Végül Graham iránti ismét feltámadt érzései miatt mindent megbocsát. Már rendben is volna a dolog, ám ezt az ajtón benéző Tom nem tudja, Rayt fejbe veri egy vázával. Mivel nem tudják hová rejteni, bezárják az udvaron lévő szaunahelységbe. Ray egyik fóbiája viszont éppen a szaunaiszony.
-Mi ez, csak nem ko-ka-in?? Akkor mire várunk, toljuk be!
Ha már ott a sok kokain, hát ne vesszen kárba, Tom az egyiket a szobában felbontja. Barbara, a decens, jól nevelt, fegyelmezett úriasszony váratlanul benyit, meglátja a kokaint az asztalon. Szigorúan rájuk ripakodik: Mi folyik itt? Mi ez, csak nem kokain?. A fiúk már a börtönben érzik magukat, ám Barbara meglepő módon „akkor mire várunk, toljuk be” jelszóval odarohan az asztalhoz, felszippant két csíkot, ettől pillanatok alatt átalakul tíz évet fiatalodott bulikirálynővé. Még elmondja a fiúknak, ő már elfogadta, hogy életét férje politikai karrierjének rendelte alá, de Miát nem hagyja. Vége a kötelező jó modornak és színlelésnek, a buli csak most kezdődik.
A fiúk nevében a lakodalmi beszédet a részeg és lefektetett Luke helyett a szintén nem éppen józan, némi kokaint felszippantott Graham kénytelen elmondani. A beszédet tartalmazó papírt viszont összecserélték egy pajzán rajzzal. Graham Ausztrália fegyenctelep múltját emlegető, bizarr szexuális célzásokkal teli, fejből rögtönzött beszéde viszont kissé furcsára sikeredik, Tom és Barbara legnagyobb tetszésére. A vendégek viszont le vannak döbbenve, botrány a küszöbön. Mia édesapja fel van háborodva, sőt Mia is kezdi úgy érezni, egy számára ismeretlen emberhez ment elhamarkodottan férjhez.
Tom viccből a borszökőkútba is belecsempész néhány adag kokaint. A jól szituált, úri közönség hangulata ettől hirtelen fellazul, az unalmasnak indult esküvőből egy vad buli kerekedik. Jim, az após viszont felfedezi, Kisokos eltűnt. Sehol sem találják, már a vendégek egyikével, a rendőrfőnökkel keresteti. Persze a fiúk a gyanúsítottak, de senki sem gondolja, hogy Kisokos az ő szobájukban van elrejtve. Miközben kettejüket a rendőrfőnök kihallgatja, a másik két fiú összekötött lepedőkkel leereszti az emeletről. Luke közben ugyan kiesik az emeleti ablakon, de Kisokos időben visszakerül a helyére. Mire Jim a rendőrfőnökkel leér a karámba, már békésen legel a szokott helyén.
A lakodalom fénypontja Kisokos körbevezetése a vendégek között, ezen a londoni fiúk annyira elcsodálkoznak, hogy a birkamániás ausztrálokat agybeteg embereknek kezdik vélni. A szmoking visszavétele miatt levetkőztetett Ray időközben magához tér és kiszabadítja magát a szaunából. Egy szál mocskos alsógatyában ront be a vendégek közé, lövöldözni kezd, ám váratlanul szembekerül a pisztolyt ráfogó rendőrfőnökkel. Ahogy közelebbről egymásra néznek, hirtelen elérzékenyülnek, majd „papa”, „fiam” felkiáltással egymás nyakába borulnak...
David egy Tuvalun készített kis meglepetésvideót szeretne lejátszani Mia és a vendégek előtt, ám tévedésből a kirúzsozott Kisokossal töltött legénybúcsún felvett hektikus képek kerülnek vetítésre.
A családi botrány teljes, Mia édesanyja mellett sír, az esküvő által is csak a politikai karriert hajszoló Jim csúnyán és jogosan kiosztja a fiúkat. A mindvégig visszafogottan viselkedő David elnézést kér barátai viselkedéséért, elmondja, ezen az esküvőn jött rá, hogy ez a három idétlen alak volt egész életében az ő egyetlen és igazi családja, de Miát szereti és vele akar élni. Jim válaszul visszaadja Mia jegygyűrűjét, majd közli, ezek után mindennek vége. Eközben a kerti sátorban a lakodalom változatlanul zajlik, a borba csempészett kokain hatására egyre vadabbul mulatozó közönség semmit sem vesz észre a botrányból.
Jim azzal vigasztalja lányát, hogy szenátort csinál belőle, David meg egy senki. Barbara védi meg, „miért, te csak egy stoppos voltál, amikor megismertelek”. David végül mégis eléri, hogy Mia megnézze a mobilra rögzített videót, melyen elmondja, hogy noha árva volt, meghalt szüleitől örökölt egy akkora összeget, amin leelőlegezett egy parti telket egy kis szigetecskén, kettejük számára. Mia ezen meghatódik és vele marad.
Mindenki boldog, Miát és Davidot várja a sziget. Noha lánya nem vállalja a neki átadott szenátori széket, Jim mégis lemond, hogy több időt tölthessen feleségével, így talán házasságuk is jóra fordul. A narkódíler Ray és rendőrfőnök édesapja zokogva kibékülnek. Graham Mia duci húgának egyenes útra térítésével próbálkozik, minden jel szerint sikeresen. A szerelmi bánatban szenvedő, elhagyott Luke „örömhírt” kap, noha volt barátnője nem tér hozzá vissza, az új barát mégiscsak képes a szexuális életre, így kevésbé kínos Luke számára, hogy otthagyták. Végre nem akar meghalni, ám örömében véletlenül belesétál a ház melletti mély szakadékba.

### Rejtett zárójelenet
A film legvégén, a stáblista befejezése után még egy pár másodperces jelenet van. A szakadékba zuhant esküvői virággömb egy, a szakadék alján piknikező pár mellett ér földet.
|  | Itt a vége a cselekmény részletezésének! |

## A film dalai
A filmben számos, az ötvenes-nyolcvanas években népszerű dal hangzik fel (pl. Sugar Sugar, Devil Gate Drive, Brand New Key, The Love Boat). A filmben néhány dal eredeti változatban hallható. Egy részük a film kísérődalaként hallható (pl. The Cowsills). A Ballroom Blitz, a Sweet együttes dala, a filmben a fiúk kocsijában, Gary Glittertől a Rock and Roll (Part 1) pedig Ray kocsijában szól. A film több dala feldolgozás, ezek az esküvői zenekar (The Wedding Band) előadásában hallhatók, az eredetikhez hasonló felfogásban.
John Farrar, Olivia Newton-John sok dalának szerzője (többek között a Grease és a Xanadu filmek dalainak egy része) külön a film számára is írt egy dalt, ez a Weightless. A dal a film végén, a stáblista alatt hallható, Olivia énekével, a filmzenei albumon eredeti és remix változatban is szerepel.
Guy Gross ausztrál zeneszerző is írt egy rövid, ének nélküli számot a filmhez, ez volt a Wankered. Először a fiúk első éjszaka a bozótban tett sétáján, másodszor a film végén, a Weightless után hallható.
A film legvégén, mikor a virággömb egy piknikező pár mellett földet ér, egy pár másodperces, recsegős dalrészlet hallható a pár felhúzhatós gramofonjából, az 1920-as évek stílusában. A dal eredetére semmi utalás nincs. Vagy egy eredeti, régi felvétel, vagy szintén Guy Gross szerzeménye, a film számára.
Az esküvő alkalmával felhangzik Vivaldi Négy évszakjából a Tavasz egy részlete, valamint Richard Wagner Nászindulója, hegedűn és hárfán.

### A film teljes zeneanyaga
A cím után az eredeti előadó és a kiadás éve. A dalok legtöbbje eredeti verzióban megtalálható a YouTube oldalon.
A filmben néhány dal eredetiben, a többség az esküvői zenekar (The Wedding Band) előadásában hallható.
- The Rain, The Park, and Other Things – The Cowsills (1967)
- Daydream Believer – The Monkees (1967)
- Afternoon Delight – Starland Vocal Band (1976)
- The Nips are Getting Bigger – Mental As Anything (1979)
- The Pushbike Song – The Mixtures (1970)
- A Beautiful Morning – The Rascalls (1968)
- Brand New Key – Melanie (1972)
- Ballromm Blitz – The Sweet (1973)
- Skippy the Bush Kangaroo – Eric Jupp (tv-sorozat dala, 1966)
- Falling In Love Again – Ted Mulry (1971)
- I Think I Love You – The Partridge Family (1970)
- The Love Boat – Jack Jones (1980)
- Howzat – Sherbet (1976)
- Rock And Roll (Part 1) – Gary Glitter (1972)
- Live It Up – Mental As Anything (1985) (a Brasil című 1943-as Xavier Cugat dal bevezetőjével)
- Sugar Sugar – The Archies (1969)
- Freeze Frame – J.Geils Band (1981)
- I'm Walkin' – Fats Domino (1958)
- Devil Gate Drive – Suzi Quatro (1974)
- The Chicken Dance (Kacsa-tánc) – Werner Thomas (kb. 1960, világsláger 1981-ben)
- The Twist – Chubby Checker (1960)
- Y.M.C.A – Village People (1978)
- Living In The 70's – Shyhooks (1974)
- Some Girls – The Racey (1979)
- Two Out of Three Ain't Bad – Meat Loaf (1977)
- Georgy Girl – The Seekers (1966)
- Mickey – Toni Basil (1982)
- Weightless – Olivia Newton-John (John Farrar dala a film számára, 2012)
- Wankered – The Wedding Band (Guy Gross ének nélküli szerzeménye, a film számára, 2012)
- Dal a felhúzhatós gramofonból - ?
- Vivaldi: Négy évszak / tavasz
- Richard Wagner: Nászinduló (Guy Gross hárfajátékával)

### Filmzenei album
A Few Best Men Original Motion Picture Soundtrack and Remixes, featuring Olivia Newton-John
A filmben elhangzó legismertebb dalok alapján készült a film inspirálta album. A dalok egy része a filmben hallható módon került az albumra, az esküvői zenekar (The Wedding Band) előadásában. Az Olivia Newton-John által énekelt tizenegy régi dal teljesen új felvételen, ismert ausztrál DJ-k által készített electropop, electrohouse és dance stílusú remix változatban szerepel az albumon. A film saját dala, az Olivia Newton-John által énekelt Weightless a filmben szereplő és remix változatban is hallható. Az album az Universal Australia kiadásában jelent meg, Ausztráliában, 2012. január 20-án.
Kerek zárójelben a remix neve az Olivia Newton-John által énekelt remix változatoknál.
- Weightless – Olivia Newton-John
- The Rain, The Park & Other Things (Lo Five Remix) – Olivia Newton-John
- The Nips Are Getting Bigger – The Wedding Band
- Daydream Believer (Chew Fu Fix) – Olivia Newton-John
- The Pushbike Song (Pablo Calamari Remix) – Olivia Newton-John
- Wankered – The Wedding Band
- Afternoon Delight – The Wedding Band
- A Beautiful Morning – The Wedding Band
- Brand New Key (Archie Remix) – Olivia Newton-John
- The Love Boat (Roulette Remix) – Olivia Newton-John
- Live It Up Play – The Wedding Band
- Sugar Sugar (Chew Fu Fix) – Olivia Newton-John
- Living In The Seventies – The Wedding Band
- Devil Gate Drive (Chew Fu & PVH Night Fever Remix) – Olivia Newton-John
- Georgy Girl (Roulette Remix) – Olivia Newton-John
- I Think I Love You (Chew Fu & PVH Love Hurts Remix) – Olivia Newton-John
- Two Out Of Three Ain't Bad (Lo Five Remix) – Olivia Newton-John
- Mickey (Chew Fu Fix) – Olivia Newton-John
- Weightless (Punk Ninja Remix) – Olivia Newton-John

## Szereplők
- Laura Brent – Mia Ramme, a menyasszony
- Xavier Samuel – David Locking, a vőlegény
- Kris Marshall – Tom, David dörzsölt, nőcsábász barátja
- Kevin Bishop – Graham, David kissé gyerekes, lúzer barátja
- Tim Draxl – Luke, David depressziós, szerelmi bánatba esett barátja
- Olivia Newton-John – Barbara Ramme, normál esetben (ez nem az) csöndes és érzékeny anyósjelölt
- Jonathan Biggins – Jim Ramme, karrierista szenátor, az apósjelölt
- Steve Le Marquand – Ray, kissé hibbant narkódíler
- Oliver Torr – Ray végképp hibbant, ronda fogú barátja
- Kim Knuckey – szigorú rendőrfőnök, Jim barátja, egyben Ray apja
- Rebel Wilson – Daphne Ramme, Mia duci, leszbikus huga, a család fekete báránya
- Elizabeth Debicki – Maureen, Jim sótlan és katonás titkárnője
- Geordie Robinson – Egyes internetes források szerint Geordie Robinson is szerepel a filmben, de a szereplők film végi felsorolásában neve nem található meg.

## Állatszereplők
- Ramsy – Kisokos (Ramsy), a birka
- Foxy – A repülőtér megtermett biztonsági embereinek vakarcs kis keresőkutyája
- Waffle the Pug – Gyilkos (Killer Dog), Ray kis fekete francia buldogja

## A film címének eredete
A best man kifejezést az angol nyelvben a vőlegényt az esküvői szertartáson kísérő férfire (általában családtag, rokon, barát) használják. A film eredeti címének jelentése eszerint néhány násznagy, mely ez esetben a főhős három legjobb barátjára vonatkozik, akik mindannyian elkísérik őt a szertartásra. A cím utal az Egy becsületbeli ügy, angolul A Few Good Men című filmre, de a két filmnek sem műfajában, sem témájában nincs köze egymáshoz.
A film címének magyar fordítása a Másnaposok (The Hangover) című 2009-es amerikai vígjátékra utal, melynek témája egy átmulatott legénybúcsú eseményeinek utólagos összeszedése. A hasonló alaphelyzeten kívül a két filmnek sem témájában, sem rendezői eszközeiben, hangulatában nincs köze egymáshoz.

## Érdekességek
- A brit születésű, de Ausztráliában nevelkedett, elsősorban énekléssel foglalkozó Olivia Newton-John pályafutása során tucatnyi filmben szerepelt, de ezek között a Harmadnaposokon kívül mindössze egy ausztrál film volt, a Funny Things Happen Down Under.
- Jim dolgozószobájában látható a polcon egy fénykép a fiatal Barbaráról. A fotó valójában Olivia Newton-Johnt ábrázolja, az 1977-es Making a Good Thing Better albumának borítójához készült, de az albumon más kivágásban látható.
- Ramsy, a film bemutatójakor hároméves birka Ouyen városkában, az ausztráliai Victoria államban él. Már egyéves kora óta szerepelt különféle birka-show műsorokban. A forgatás négy hónapja alatt volt távol gazdáitól, akik azzal a feltétellel adták oda, hogy semmi káros, vagy veszélyes dolog nem fog vele történni a forgatás alatt. Noha részt vehetett volna gazdáival a film Sydney-i díszbemutatóján, azok a nagy távolság (négy napnyi utazás) miatt nem vállalták az utat. A film római díszbemutatóján is részt vett egy hozzá hasonló birka, de valószínűleg nem Ramsy. Gazdái ígéretet tettek, hogy Ramsyt sosem fogja utolérni a birkák szokásos végzete.
- Ram angolul többek között kost is jelent. Ramsy, sőt a család Ramme neve is eszerint egy angol nyelvű szóvicc, utalás a család és általában az ausztrálok birkák iránti vonzalmára. Ramsy, a kos magyar neve, a Kisokos (KisoKOS), szintén ugyanezt próbálja meg visszaadni.
- A Grahamot alakító Kevin Bishop később elárulta, hogy valójában két birka szerepelt a filmben, de a másik csak néha tűnt fel. A száz kiló körüli, szelíd, de a forgatási események hatására összezavarodott Kisokos viszont több alkalommal megpróbálta felöklelni és legázolni a stábot.
- Kisokos a lövés hangjától való elájulását nem részletezik, de lehetséges oka a juhoknál is előforduló, ijedtség által kiváltott, pár percig tartó kecskebénulás (myotonia congenita).
- A film záródalát John Farrar, ausztrál származású zenész, énekes, dalszerző írta. Olivia Newton-John és John Farrar zenei együttműködése több évtizedre vezethető vissza. John Farrar hosszú időn keresztül Olivia zenei producere, pályájának egyengetője, sok ismert dalának szerzője volt. John Farrar írta többek között a Grease és a Xanadu dalainak egy részét is.
- A filmben szereplő ház udvarát a szakadék felé egy fehér léckerítés zárja le. Az angolszász kultúrában, többek között Ausztráliában is, a fehér léckerítés (white picket fence) a kertes, nagy ház, az ideális, jómódú, nyugodt, középpolgári lét szimbóluma.

## Forgatási helyszínek
- A film legnagyobb részét a szakadékairől és vízesésrendszeréről ismert Wentworth Falls kisváros környékén forgatták, mely az ausztráliai Új-Dél-Wales államban, Sydneytől 80 km-re nyugatra, a Blue Mountains Nemzeti Park legszebb részén fekszik.
- A szabadtéri esküvő forgatási helyszíne, valamint a történet szerint a Ramme család háza valójában a Wentworth Falls kisváros szélén található Yester Grange birtokon volt, a rövidke Yester Road legvégén. A híres vízeséstől pár percnyi gyalogútra található birtok többek között családias szállodaként, rendezvényhelyszínként működik, gyakran tartanak esküvőket is. A birtok bejárata feletti Yester felirat csak a film számára készült, a forgatás után leszerelték.
- A történet szerint a házhoz közel egy kopár sziklaperemen található a szaunakabin és egy pad. A jelenetet nem a háznál, hanem onnan 1,6 km-re délre, egy kisebb kopár részen, egyben a szakadék melletti kilátóponton forgatták, a Little Switzerland Drive végén. A különlegesen mély szakadék fölötti, az erózió által veszélyesen alákoptatott sziklapad neve Flat Rock, más néven esküvői szikla. A hagyomány szerint a környéken tartott esküvők után a párok idejönnek és lenéznek a mélybe. Felszínén a történelem előtti időktől a jelenig tartóan sziklavésetek vannak.
- A környék Davidnek való bemutatásakor még van egy rövid jelenet, melyben Barbara két lányával sétál a sziklák mentén. A jelenetet a szaunakabin (Flat Rock) helyszínétől légvonalban 2,5 km-re délre, a Kedumba Valley Road mentén, egy kisebb sziklás részen forgatták. A helyszín a sziklaalakzatokról és a sziklaperemtől jobbra látható közeli rádiótoronyról egyértelműen beazonosítható.
- A város és a környék nagy része, egészen a birtok bejáratáig bejárható a Google Earth Street View alkalmazásával.
- A Yester Grange birtokon, közvetlenül a ház előtt egy lankás, füves domboldal van, de szakadék nincs. A közönségen, majd a fehér léckerítésen átguruló, a kerítés mögött szakadékba zuhanó esküvői virággömb a háttérben látszódó házzal, valószerűsíthetően trükkfelvétel.
- Ray „házának” pontos helyszíne nem megállapítható.
- A belső jelenetek részben a Sydney-i Fox Studióban és az angliai Shepperton Filmstúdióban készültek.
- A repülőtéri jelenetet a Sydney-i Nemzetközi Repülőtéren (Kingsford Smith International Airport) forgatták.

## Korhatár
A filmben helyenként igen durva és szabadszájú beszélgetések hallhatók. Noha semmilyen közvetlen szexuális tartalom nincs, részlegesen és humorosan ugyan, de férfi ruhátlanság előfordul. Kifejezett szexuális célzások hallhatók és utalások történnek a szadomazochizmusra, homoszexualitásra és leszbianizmusra. Nyíltan ábrázolják a dohányzást, alkohol- és kábítószerfogyasztást. Noha fentiek a filmben kizárólag humoros keretek között fordulnak elő, a fiatalok védelmében a legtöbb országban korhatár megjelölésével forgalmazzák. Ugyanezen ok miatt a film eredeti mozielőzetesét nem engedélyezték, végül egy visszafogottabb változat került a mozikba.

## Kiadások
A film Ausztráliában jelent meg 4-es régiókódú, Európában nem lejátsztható, valamint 2-es és 4-es régiókódú, nálunk is lejátszható DVD lemezen. Az ausztrál Blu-ray disc kiadás "B" régiókódú, Magyarországon is lejátszható. Kiegészítő angol felirattal van ellátva, de magyar szinkron és felirat nincs rajta. A 2-es régiókódú európai DVD kiadás 2012 decemberében jelent meg. 2013-ban megjelent a magyar szinkront is tartalmazó blu-ray kiadás.
A filmzenei album ausztrál kiadású CD lemezen jelent meg, az Universal Australia Records által, 2793795 kataguszámon, 2012. január 20-án.